# 95802 Francismuir
95802 Francismuir este un asteroid din centura principală de asteroizi.

## Descriere
95802 Francismuir este un asteroid din centura principală de asteroizi. A fost descoperit pe 31 martie 2003 la Needville de Joseph A. Dellinger. Asteroidul prezintă o orbită caracterizată de o semiaxă mare de 2,40 ua, o excentricitate de 0,21 și o înclinație de 0,8° în raport cu ecliptica.